# Пълзящ полемониум
Пълзящият полемониум, още гръцки валериан (Polemonium reptans), е вид покритосеменно растение, представител на флората в източната част на Северна Америка.

## Описание
Polemonium reptans е многогодишно тревисто растение, което нараства до 50 cm височина. Притежава сложни листа достигащи до 20 cm. Цветовете са синьо до виолетови с дължина около 1,3 cm с пет венчелистчета.
Растението е култивирано и се използва като градинско цвете.

## Лечебни свойства
Корените на растението се събират през есента и изсушават. Те имат леко горчив и парлив вкус. Използват се за лечение на кашлица, простудни заболявания, треска, бронхит, ларингит, туберкулоза. Прилага се и външно в случаи на отровни ухапвания.